# Cmentarz mariawicki w Prędocinie
Cmentarz mariawicki w Prędocinie – niewielki cmentarz katolicki, należący do Kościoła Starokatolickiego Mariawitów, którym opiekuje się parafia pw. Przemienienia Pańskiego w Wierzbicy, położony na obrzeżach miejscowości.
Cmentarz leży w północno-wschodniej części wsi z dala od zabudowań. Nekropolia jest pozostałością po dawnej parafii mariawickiej w Iłży, z siedzibą w Prędocinie. Założony został wraz z budową kościoła, w 1909. Przez wiele lat cmentarzem opiekowała się siostra Maria Joanna Chełstowska. 
W 1977 powstała parafia mariawicka w Wierzbicy, która z biegiem lat przejęła opiekę nad cmentarzem. Z inicjatywy proboszcza parafii, kapłana Tadeusza Marii Fidelisa Kaczmarskiego cmentarz został ogrodzony ceglanym, ażurowym murem z żeliwną bramą i furtką. W opiece nad cmentarzem pomagają wolontariusze z diecezji śląsko-łódzkiej Kościoła Starokatolickiego Mariawitów.
Na cmentarzu pochowani są mariawici i Świadkowie Jehowy z okolicznych miejscowości, a także nieznani z imienia żołnierze rosyjscy. Na cmentarzu dominują nagrobki wykonane z lastriko oraz kurhany ziemne. Część mogił wykonana jest z marmuru i miejscowego piaskowca.
Każdego roku w Uroczystość Wszystkich Świętych odprawiane jest nabożeństwo żałobne za zmarłych spoczywających na cmentarzu.
W roku 2024 na miejscu dawnej świątyni w Prędocinie pobudowana została niewielka kaplica, która poświęcona została w uroczystość Przemienienia Pańskiego - 6 sierpnia przez biskupa naczelnego Kościoła Starokatolickiego Mariawitów Marię Jana Opalę. 